# Io vorrei 2024
Io vorrei 2024 è un singolo del cantante italiano Gigi D'Alessio, pubblicato il 30 agosto 2024 come quinto estratto del ventesimo album in studio Fra.

## Descrizione
Il singolo rappresenta una nuova versione del brano Io vorrei, originariamente pubblicato nel 2002, e vede la partecipazione vocale dei cantanti Elodie ed Ernia.

## Tracce
1. Io vorrei 2024 (feat. Elodie, Ernia) – 3:31

## Classifiche
| Classifica (2024) | Posizione massima |
| ----------------- | ----------------- |
| Italia            | 78                |